# Cerodontha orcina
Cerodontha orcina är en tvåvingeart som beskrevs av Spencer 1973. Cerodontha orcina ingår i släktet Cerodontha och familjen minerarflugor.
Artens utbredningsområde är Venezuela. Inga underarter finns listade i Catalogue of Life.